# Лю Шаотан
Лю Шаотан (кит. трад. 劉紹棠, упр. 刘绍棠, пиньинь Liú Shào Táng, палл.  Лю Шаотан; 29 февраля 1936 года — 12 марта 1997 года) — китайский писатель, один из представителей литературного движения «Озеро покрытое лотосами» (литературное течение, основанное в 1950 году китайским писателем XX века — Сунь Ли. Все писатели, принадлежавшие к данному сообществу были уроженцами провинции Хэбэй). Родился в деревне Жулинь уезда Тунсянь провинции Хэбэй (в настоящее время эти места находятся в границах Пекина) в годы, когда эти места находились под властью прояпонского марионеточного режима. В 1949 году начал творческую деятельность, в 1953 году вступил в КПК, в 1956 году стал одним из участников Союза писателей КНР.
Лю Шаотан выдвинул идею местной литературы. В основном, для создания своих произведений использовал буколический стиль. Одними из самых выдающихся его рассказов являются: «Слабая семья», «Цветочная улица», «Пейзаж Юлин», «Маленький лотос распустился», «Молодой месяц» и «Четыре-пять домов деревни Янь». Его работы переведены на французский, немецкий, русский, японский, испанский, тайский, бенгальский, албанский и другие языки мира.

## Биография
В школьные годы Лю Шаотан проявлял большой интерес к литературе. Помимо произведений школьной программы, юноша также читал большое количество других книг. В 10 лет Шаотан написал своё первое произведение под названием «Путешествие на озеро Сихай». Этот рассказ у него занял пять школьных тетрадей. Рассказ стал сенсацией в его школе.
В октябре 1949 года в молодёжной газете Пекина («Beijing Youth Daily») впервые был опубликован его маленький рассказ «Тай Бао Линь изменился». С этого момента Шаотан начал свою литературную карьеру. В течение 1950-го года написал больше двадцати рассказов. Стоило некоторым из них увидеть свет в газетах и журналах разных издательств, как Лю Шаотан тут же привлёк к себе внимание читателей.
В сентябре 1951 года перешёл в старшую школу в Тунчжоу. 16 сентября этого же года рассказ Лю Шаотана «Конец осени» был опубликован в еженедельном издании литературного журнала «Еженедельный Тэньцзинь» главным редактором этого журнала — китайским писателем Сунь Ли. Ему очень понравился стиль написания Лю Шаотана и, впоследствии, Сунь Ли стал часто опубликовывать рассказы юноши. В период обучения в старшей школе Лю написал такие произведения, как «Красный цветок», «Зелёные ветви, зелёные листья», «Большой зелёный мул» и т. д. Среди данных опубликованных рассказов «Красный цветок», увидевший свет в 1952 году, особенно сильно повлиял на китайскую молодёжь. В этом же году Ху Яобан — руководитель комсомола Китая обратил внимание на Лю Шаотана и, прочитав большинство из его рассказов, похвалил Лю за его прекрасный труд и отправил юношу в турне по деревням Северо-восточного Китая с заданием провести там серию творческих встреч с местными жителями. В течение 2-х месяцев беспрерывных поездок, вдохновлённый атмосферой различных китайских деревень, молодым писателем был создан ещё один рассказ — «Зелёные ветви, зелёные листья». С тех пор он стал писать о родных краях и ориентироваться на буколический стиль.
В 1954 году он поступил в Пекинский университет на факультет китайского языка. Во время учёбы в университете он увлекался чтением произведений писателя СССР — М. А. Шолохова. Рассказы советского писателя сильно повлияли на дальнейшее написание произведений Лю Шаотана. Вскоре Лю осознал, что учёба в Пекинском университете на факультете китайского языка не приносит ему никакой пользы, и поэтому писатель через год учёбы ушёл из университета. К 1955 году Лю Шаотан написал первую часть романа «Звук водного канала». В этом же году писатель был отправлен Ху Яобаном на учёбу в исследовательский институт Союза писателей КНР. В марте 1956 года стал самым молодым участником данной творческой общественной организации. Лю Шаотан всегда получал помощь от опытных писателей того времени.
В 1956 и 1957 годах Лю Шаотаном было опубликовано две статьи: «У меня есть несколько замечаний по проблемам современного творчества» и «Развитие реализма в эпоху социализма», а также написал два рассказа: «Полевая заря» и «Трава западного заповедника». В марте 1958 года за эти два произведения Лю Шаотан был обвинён в «правом уклоне», после чего ему запретили публиковаться отправили в исправительно-трудовой лагерь (лаогай). Во время пребывания в этом лагере, Лю Шаотан не оставлял творчество. В 1961 году писатель опубликовал рассказ «Репортёр уезда», после чего снова был лишён права на публикацию произведений. После этого события Лю Шаотан вернулся в свои родные края, в деревню Рулинь. В деревне он пробыл до окончания Культурной революции, до 1977 года. За это время писатель создал несколько длинных повестей: «Наземный огонь», «Весенняя трава» и «Сигнальный огонь».
В 1979 году, после реабилитации, обвинения с Лю Шаотана сняли, и он снова вернулся в Пекин. К 1980 году Лю Шаотан получает ещё большую известность за свои работы, посвящённые деревенской жизни и быту. В 1985 году писатель был приглашён на должность заместителя главного редактора литературного журнала «Китайская литература» (с декабря 1985 года переименован в «Китай») китайской писательницей Дин Лин.
В начале августа 1988 из-за напряжённой работы у Лю Шаотана произошёл тромбоз сосудов головного мозга.Писатель был доставлен в больницу Сюаньу. Несмотря на усилия врачей, левая часть тела Лю Шаотана оказалась полностью парализована. К счастью, большая часть головного мозга избежала атрофирования, и, поскольку писатель был правшой, то он продолжил дальнейшую творческую деятельность.
19 декабря 1996 года на пятом съезде Союза писателей КНР Лю Шаотан был избран заместителем председателя данного творческого объединения.
12 марта 1997 года из-за цирроза печени Лю Шаотан скончался в больнице Сюаньу в возрасте 61 года.

## Произведения
| Тип               | Название на русском                      | Название на китайском | Дата публикации    | Примечание |
| ----------------- | ---------------------------------------- | --------------------- | ------------------ | --- |
| Короткий рассказ  | «Тай Баолинь изменился»                  | «邰宝林变了»          | Октябрь 1949 год   | Первое произведение, которое было опубликовано. В «Молодёжной газете Пекина»                                                                          |
| Рассказ           | «Зелёные ветви, зелёные листья»          | «青枝绿叶»            | 1952 год           | |
| Сборник рассказов | «Песни деревни Шаньчжа»                  | «山楂村的歌声»        | Март 1955 год      | Первый сборник писателя |
| Рассказ           | «Праздник осени»                         | «中秋节»              | Июль 1956 год      | |
| Повесть           | «Лето»                                   | «夏天»                | Апрель 1956 год    | Повесть включена в серию сборников «Собрание сочинений молодёжи» «青年人创作丛书»                                                                     |
| Рассказ           | «Записки ревизора»                       | «私访记»              | Апрель 1957 год    | |
| Роман             | «Золотой канал»                          | «金色的运河»          | 1957 год           | |
| Роман             | «Весенняя трава»                         | «春草»                | 4 Февраля 1977 год | |
| Повесть           | «Персик»                                 | «碧桃»                | Апрель 1979 год    | Опубликова на в 9-м номере журнала «Искусство Пекина» «北京文艺»                                                                                      |
| Сборник рассказов | «Избранные произведения Лю Шаотана»      | «刘绍棠小说选»        | Сентябрь 1980 год  | |
| Повесть           | «Молодой месяц»                          | «蛾眉»                | Декабрь 1980 год   | Написано о деревне Шаошань, провинция Хунань |
| Роман             | «Наземный огонь»                         | «地火»                | Октябрь 1981 год   | |
| Повесть           | «Сигнальный огонь»                       | «狼烟»                | Ноябрь 1981 год    | |
| Повесть           | «Рыболовные огни»                        | «渔火»                | Декабрь 1983 год   | |
| Сборник статей    | «Я и деревенская литература»             | «我与乡土文学»        | 1984 год           | |
| Повесть           | «4-5 домов деревни Янь»                  | «烟村四五家»          | Март 1985 год      | |
| Роман             | «Это время»                              | «这个年月»            | Октябрь 1986 год   | |
| Роман             | «Десять шагов ванили»                    | «十步香草»            | 6 декабря 1986 год | |
| Очерки            | «Моя творческая карьера»                 | «我的创作生涯»        | Апрель 1988 год    | |
| Роман             | «Неофициальный брак»                     | «野婚»                | Апрель 1988 год    | |
| Сборник эссе      | «Четыре-пять лет деревенской литературы» | «散文短论集»          | Февраль 1990 год   | |
| Рассказ           | «Девственный пруд»                       | «黄花闺女池塘»        | 5 мая 1990 год     | |
| Роман             | «Одинокая деревня»                       | «孤村»                | Август 1990 год    | |
| Роман             | «Крестьянка»                             | «村妇»                | 2 апреля 1992 год  | Лю Шаотан написал это произведение ещё в возрасте 21-го года, но вскоре сжёг его, так и не опубликовав. Затем, спустя много лет заново написал роман. |
| Мемуары           | «Я Лю Шаотан»                            | «我是刘绍棠»          | Сентябрь 1996 год  | |